# Авласенко, Геннадий Петрович
Геннадий Петрович Авласенко (род. 16 августа 1955, Липовец, Витебская область) — советский и белорусский энтомолог, один из крупнейших в стране специалистов по шмелям, более известный как писатель, поэт и драматург.

## Биография
Родился 16 августа 1955 года в деревне Липовец.
Учился на биологическом факультете Белорусского государственного университета, его научным интересом являлись шмели. На последнем курсе оставил учёбу, после чего уехал в Якутию, где работал на ферме по разведению песцов, затем некоторое время проживал в Забайкалье. Вернувшись в Беларусь, восстановился в университете и закончил его заочно, получив специальность преподавателя биологии и химии.
С 1984 г. живёт в г. Червене Минской области. В настоящее время работает учителем биологии и химии. Женат. Имеет двоих детей. Член Союза белорусских писателей с 1999 года.
Литературой начал заниматься довольно поздно, с конца восьмидесятых. Из начально у него была поэзия на русском и белорусском языке. Стихотворения того времени вошли в первый (и единственный пока) поэтический сборник «Час збіраць камяні», который вышел в издательстве «Мастацкая літаратура» в 2003 году.
Самая первая пьеса «Новые приключения Колобка» заняла на первом республиканском конкурсе драматургии (1995 г.) третье место средь пьес для детских театров. На втором таком же конкурсе (1997 г.) пьеса «Снеговик и Весна» тоже заняла третье место, но уже среди пьес для кукольных театров. А самым плодотворным стал третий конкурс, когда лауреатами (в разных номинациях) стали три пьесы, две детские и одна взрослая. C 1994 по 2000 было написано около двадцати взрослых и детских пьес.
Затем Геннадий Авласенко начал писать прозаические произведения. Сначала это были детские сказки, которые печатались в «Весёлке», «Берёзке», «Лесовичке», других детских журналах. Некоторые с этих сказок вошли потом в сборники сказок «Янтарные бусины» и «Башня мира», которые вышли в «Мастацкай літаратуры» соответственно в 2006 и 2007 г.г. А в издательстве «Літаратура і Мастацтва» в это же время были изданы сборники сказок «Красная книга в сказках и стихах», «Лесная книга в сказках и стихах» и «Голубая книга в сказках и стихах», где среди произведений других авторов были и сказки автора.
Помимо детских сказок Геннадий Авласенко начал писать в то время и небольшие «взрослые» рассказы, разнообразные по тематике, на границе реальности и фантастики. Следующим шагом освоения прозы стали фантастические романы. Один из них «Дикие кошки Барсума» вместе с несколькими рассказами был издан в 2009 г. издательством «Харвест». В 2011 г. в этом же издательстве вышел роман-фэнтези «Пленники Чёрного леса».
А в 2009—2012 годах в издательстве «Литература и Искусство» вышли книги для детей о приключениях маленького Ветерка из Вентилятора «Удивительные приключения маленького Ветерка из Вентилятора», «Новые приключения Ветерка из Вентилятора» и «Ветерок и госпожа Зима».